# União da Serra
União da Serra är en kommun i Brasilien.   Den ligger i delstaten Rio Grande do Sul, i den södra delen av landet, 1 500 km söder om huvudstaden Brasília. Antalet invånare är 1 487.
I omgivningarna runt União da Serra växer huvudsakligen savannskog. Runt União da Serra är det ganska glesbefolkat, med 26 invånare per kvadratkilometer.